# Silvia Njirić
Silvia Njirić (Zagabria, 9 luglio 1993) è una tennista croata.

## Biografia
Nel 2009 all'US Open 2009 - Singolare ragazze venne sconfitta da Dar'ja Gavrilova al terzo turno, l'anno successivo, nel 2010, arrivò in finale all'US Open 2010 - Doppio ragazze in coppia con la belga An-Sophie Mestach, dovevano affrontare Tímea Babos e Sloane Stephens ma si ritirarono dando la vittoria alle avversarie.
All'Australian Open 2010 - Singolare ragazze arrivò ai quarti di finale venendo sconfitta da Tang Hao Chen, mentre nella stessa competizione al doppio si esibì con Nastja Kolar. Meglio fece all'Open di Francia 2010 - Singolare ragazze arrivando alle semifinali dove si arrese ad Elina Svitolina, vincitrice della competizione.

## Grand Slam Junior

### Doppio

#### Sconfitte (2)
| Tornei del Grande Slam  |
| ----------------------- |
| Australian Open (0)     |
| Open di Francia (0)     |
| Torneo di Wimbledon (1) |
| US Open (1)             |

| N. | Data              | Torneo                      | Superficie | Compagna            | Avversarie in finale                | Punteggio |
| 1. | 4 luglio 2009     | Torneo di Wimbledon, Londra | Erba       | Kristina Mladenovic | Noppawan Lertcheewakarn Sally Peers | 1-6, 1-6  |
| 2. | 11 settembre 2010 | US Open, New York           | Cemento    | An-Sophie Mestach   | Tímea Babos Sloane Stephens         | w/o       |